# Hottó
Hottó est un village et une commune du comitat de Zala en Hongrie.

## Géographie
La commune se trouve à environ 8 km de Zalaegerszeg, chef-lieu du comitat. Elle est constituée de deux villages, Hottó et Zalaszentmihályfa. Chacun de ces villages est relié à la route 7405 (hu), qui relie la commune au chef-lieu.
La commune de Teskánd se trouve à l'est, tandis que celle de Böde se trouve à l'ouest.

## Politique
Depuis 2022, le maire est Bogárné Pusztai Magdolna, élu à 54 % des voix.